# Coelometopon madidum
Coelometopon madidum är en skalbaggsart som beskrevs av Emile Janssens 1972. Coelometopon madidum ingår i släktet Coelometopon och familjen vattenbrynsbaggar. Inga underarter finns listade i Catalogue of Life.